# Angang-eup
Angang-eup (koreanska: 안강읍) är en köping i den östra delen av Sydkorea, 270 km sydost om huvudstaden Seoul. 
Den ligger i kommunen Gyeongju i provinsen Norra Gyeongsang. Den centrala delen av Angang-eup, Angang-ri, ligger cirka 15 km norr om staden Gyeongjus centrum.